# Raymond Callemin
Raymond Callemin, né le 26 mars 1890 à Bruxelles, mort guillotiné dans le 14e arrondissement de Paris, devant les portes de la prison de la Santé, le 21 avril 1913, est un anarchiste illégaliste et criminel français, membre de la bande à Bonnot, plus connu sous le surnom de Raymond la Science.

## Biographie

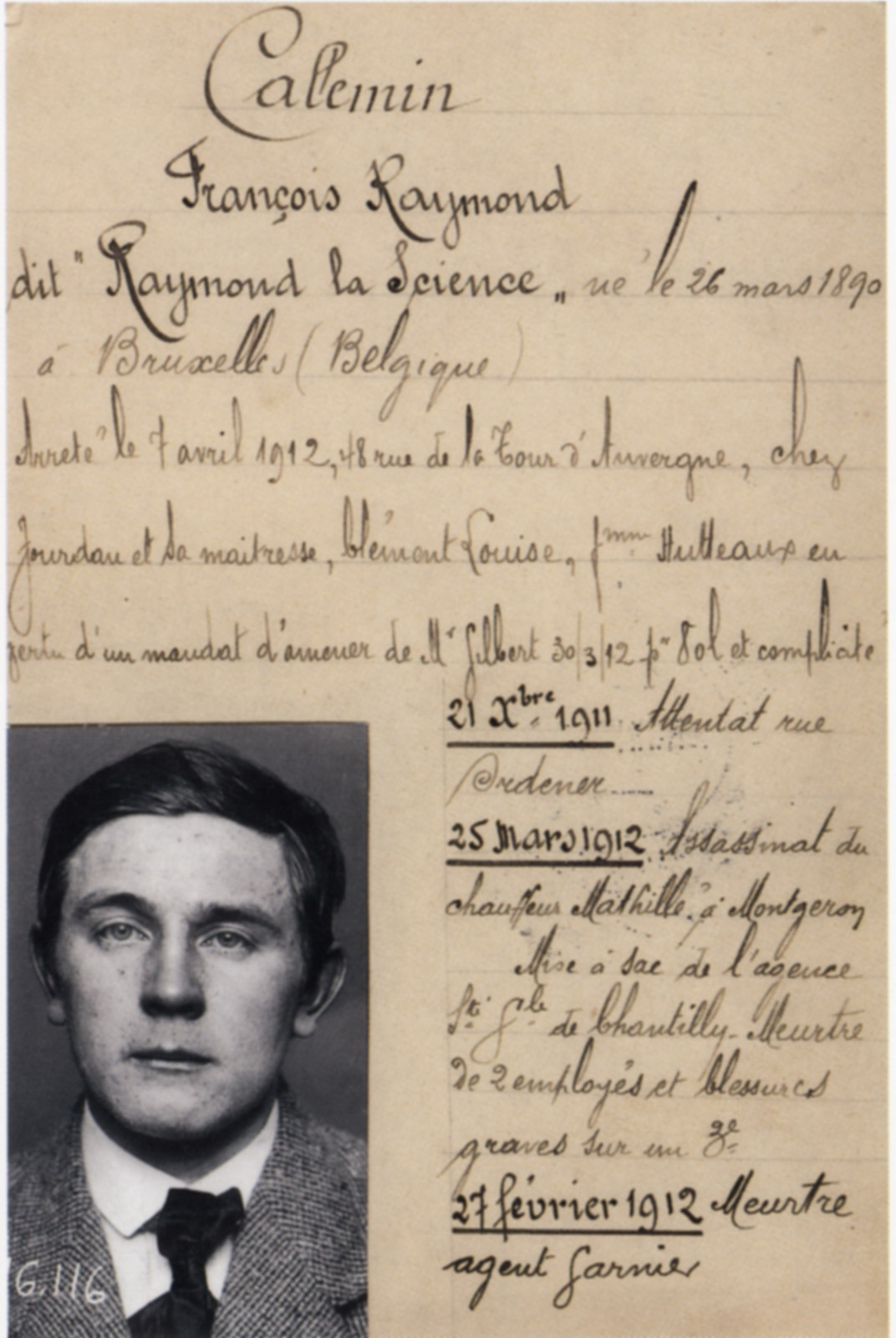
Fiche de police de Raymond Callemin.

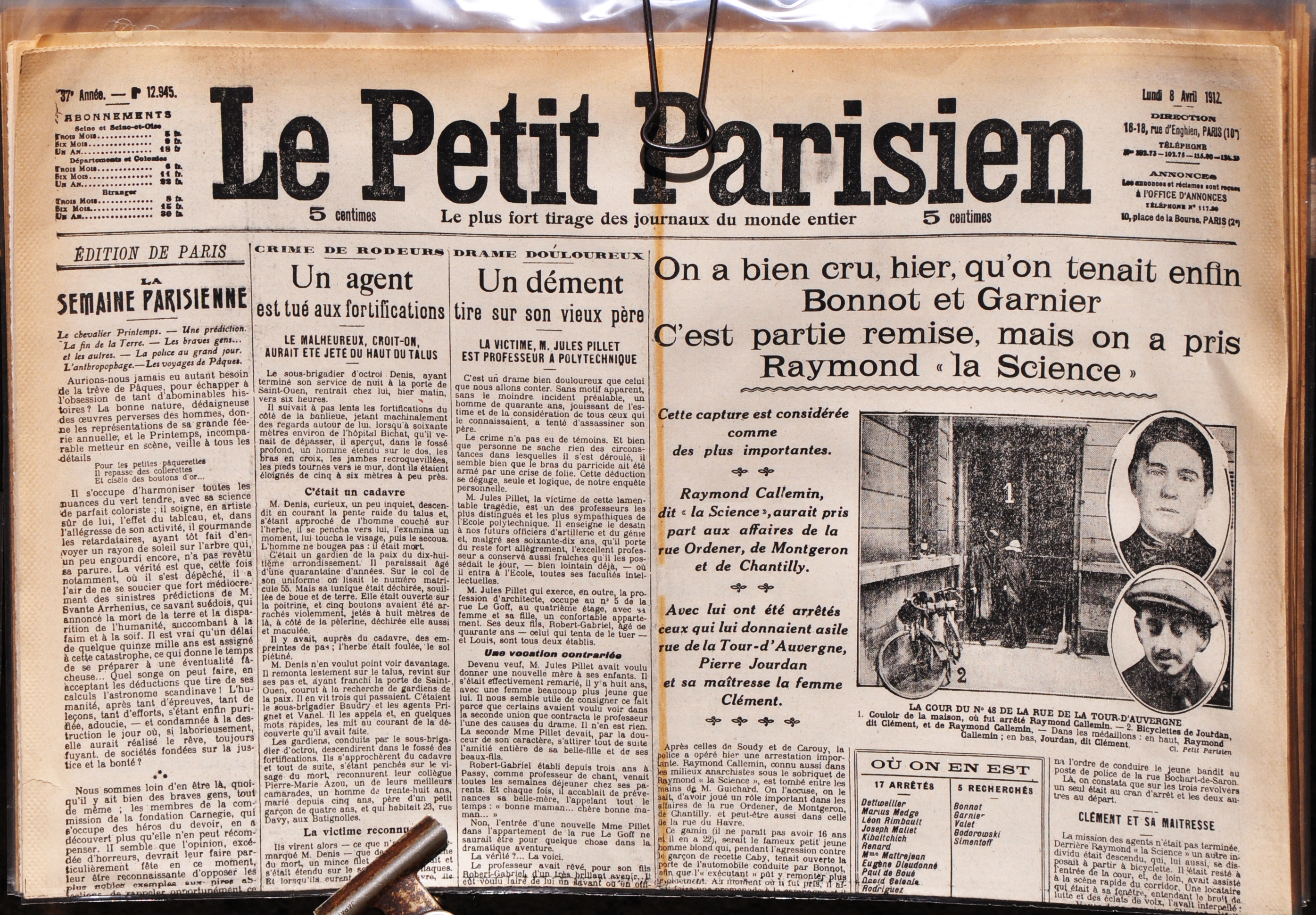
Le Petit Parisien : « On a arrêté Raymond la Science ».

Fils d'un cordonnier, Narcisse Callemin,, Raymond est un ami d'enfance de Viktor Kibaltchich, le futur Victor Serge, mais également de Jean De Boë et d'Édouard Carouy, deux autres membres de la future bande à Bonnot,. Il fait des études jusqu'à l'âge de 16 ans et apprend le métier de photographe.
Raymond Callemin participe en 1911 au groupe qui publie le journal libertaire L'Anarchie, dans un pavillon de la rue du Chevalier-de-la-Barre à Romainville, à l'époque où bon nombre de rédacteurs sont des « individualistes scientifiques » qui pratiquent une forme d'ascèse libertaire (pas de vin, de café, de sel, de viande ou de tabac…). Il y fait fonction de caissier et de typographe. C'est dans ce milieu qu'il rencontre entre autres Octave Garnier, André Soudy ou René Valet et retrouve Édouard Carouy.
Son surnom de « Raymond la Science » lui est donné, d'après Jean Maitron, en raison de son goût immodéré de la lecture. Les journaux de l'époque avancent une autre explication : « Callemin ne cessait, dans les parlottes anarchistes, d'appuyer les moindres affirmations sur l'autorité de la science. Son sobriquet lui fut décerné par dérision par ses camarades. » Callemin lui-même aurait dit : « On m'appelle ainsi parce que je connais pas mal de choses et que pour mes amis j'ai autant de science en mon cerveau que l'on peut en trouver dans les livres. »
Raymond Callemin participe aux actions les plus retentissantes de la bande à Bonnot : l'agression de deux employés de la Société générale, rue Ordener, le 21 décembre 1911, le meurtre de l'agent de police Garnier, place du Havre, le 27 février 1912, et l'attaque de l'agence de la Société générale à Chantilly le 25 mars 1912 au cours de laquelle deux employés sont tués.
Il est arrêté le 7 avril 1912, 48 rue de La Tour-d'Auvergne à Paris,.
Il comparaît à partir du 3 février 1913 devant les assises de Paris, en compagnie de dix-neuf autres accusés, parmi lesquels se trouvent Victor Serge et Rirette Maîtrejean en tant que gérants du journal L'Anarchie.
Au procès, Bonnot et Garnier étant morts, Callemin fait figure de chef. Il assume d'ailleurs ses responsabilités avec fierté.
Il est l'un des quatre accusés à être condamné à mort. Après le verdict, il tentera de disculper Eugène Dieudonné, également condamné à mort pour sa participation supposée à l'agression de la rue Ordener,. Dieudonné sera gracié.
Son exécution a lieu le 21 avril 1913, en même temps que celles d'Étienne Monier et d'André Soudy,,,.

### Anecdote
En 1974, Guy Debord compose une chanson sur l'attentat d'Émile Henry contre le siège des mines de Carmaux à Paris, le 8 novembre 1892. L'auteur attribue, par fantaisie, La Java des Bons-Enfants à Raymond Callemin. La chanson figure sur l'album Pour en finir avec le travail, un recueil de « Chansons du prolétariat révolutionnaire » paru sous forme de disque vinyle en 1974 et réédité en CD en 1998.

## Œuvres

### Ouvrages
- Mémoires de Callemin dit Raymond la Science, (Archives de la préfecture de police de Paris (JA 16 Bande à Bonnot) - courtoisie d'Archives anarchistes)

### À propos
- La Java des bons enfants (faussement attribuée à Callemin par Guy Debord), illustrateur Jean-Michel Alberola, Éditions Colophon, 2006[12].

## Citations
- Lors de son arrestation : «  Vous faites une bonne affaire ! Ma tête vaut cent mille francs, chacune des vôtres sept centimes et demi. Oui, c’est le prix exact d’une balle de browning !  » [réf. nécessaire]
- « Qu’est-ce que le crime ? Un attentat contre la vie humaine perpétré dans certaines conditions. Cela veut dire, que parfois, la suppression des vies humaines est récompensée de façon honorifique. Tandis que, dans d'autre cas on voue l'individu à l'exécration universelle. »[réf. nécessaire]
- En montant sur l'échafaud : « C'est beau hein, l'agonie d'un homme...[6],[13] »

## Audiovisuel
- Anne Steiner, Les anarchistes, corpus individualistes, Dictionnaire biographique Maitron, Centre d'Histoire Sociale, 15 avril 2014, voir en ligne.